# Tabanus neglectus
Tabanus neglectus är en tvåvingeart som beskrevs av Krober 1931. Tabanus neglectus ingår i släktet Tabanus och familjen bromsar.
Artens utbredningsområde är Peru. Inga underarter finns listade i Catalogue of Life.